# Тарнопольское воеводство
Тарнопольское воеводство (пол. Województwo Tarnopolskie) — воеводство во Второй Речи Посполитой, существовавшее с 1920 года по 1939 год.

## География
Воеводство находилось на юго-востоке Второй Речи Посполитой. На востоке его проходила государственная граница с Союзом ССР, на крайнем юго-востоке — с Румынским королевством. К западу от Тарнопольского воеводства находилось Львовское воеводство, к северу — Волынское воеводство, к югу — Станиславовское воеводство. Площадь Тарнопольского воеводства составляла 16 533 км² (1931 год). Воеводский город — Тарнополь.
В административном отношении воеводство подразделялось на 17 земских повятов, а также на 36 городских и 168 сельских гмин (на 1934). Наиболее крупные города, помимо Тарнополя — Збараж, Золочев, Бережаны, Броды. Образовано 23 декабря 1920 года. Тарнопольское воеводство было в числе наименее экономически развитых на территории Речи Посполитой. Последним воеводой в Тарнополе был Томаш Малецкий (в 1937—1939).

## Население
В 1921 году численность населения Тарнопольского воеводства составляла 1 428 520 человек. По оценке в 1931 году оно выросло до 1,6 млн человек. Плотность населения на 1931 год составляла 97 чел./км².
В конфессиональном отношении наибольшее число верующих относилось к греко-католической церкви, а также к римско-католической церкви. Евреи исповедовали иудаизм.
Этнический состав населения Тарнопольского воеводства по переписи 1921 года:
- поляки — 642 546 чел.
- украинцы — 714 031 чел.
- евреи — 68 967 чел.
- немцы — 2 484 чел.

Религиозный состав населения Тарнопольского воеводства по переписи 1921 года:
- Униаты (греко-католики) — 847 907 чел.
- Католики — 447 810 чел.
- Иудеи — 128 965 чел.
- Протестанты (лютеране, кальвинисты и др.) — 2825 чел.

По данным переписи 1931 года в Тарнопольском воеводстве языковая ситуация (родной язык) выглядела так:
- Польский язык — 789 100 чел.
- Украинский язык — 728 200 чел.
- Идиш — 78 900 чел.
- Немецкий язык — 2 700 чел.

Религиозный состав населения Тарнопольского воеводства по переписи 1931 года:
- Униаты (греко-католики) — 872 000 чел.
- Католики — 586 600 чел.
- Иудаисты — 134 100 чел.
- Протестанты (лютеране, кальвинисты и др.) — 3 700 чел.

## Воеводы
- Кароль Ольпиньский (1921—1923)
- Люциан Завистовский (1923—1927)
- Миколай Квасьневский (1927—1928)
- Казимеж Мошиньский (1928—1933)
- Артур Марушевский (1933—1935)
- Казимеж Гинтовт-Дзевялтовский (1935—1936)
- Альфред Билык (1936—1937)
- Томаш Малицкий (1937—1939)

## Климат
Тарнопольское воеводство находилось на границе распространения морского и континентального климатов, а потому здесь наблюдались определённые природные феномены. Так, Тарнополь был самым «холодным» городом Польши, и в то же время находившиеся поблизости Залещики имели самый тёплый климат в стране.

## Административное деление
| Повят                    | км²  | Население |  | Адм.центр       | Население |
| ------------------------ | ---- | --------- |  | --------------- | --------- |
| Тарнопольское воеводство |      |           |  |                 |           |
| Борщёвский               | 1025 | 94.767    |  | Борщёв          | 5.011     |
| Бродовский               | 1054 | 78.803    |  | Броды           | 10.867    |
| Бережанский              | 1117 | 89.655    |  | Бережаны        | 10.083    |
| Бучацкий                 | 1193 | 118.013   |  | Бучач           | 7.517     |
| Чертковский              | 694  | 69.020    |  | Чертков         | 5.191     |
| Каменецкий               | 908  | 74.930    |  | Каменка-Бугская | 6.518     |
| Копичинецкой             | 873  | 86.918    |  | Копычинцы       | 8.146     |
| Подгаецкий               | 1042 | 81.998    |  | Подгайцы        | 4.814     |
| Перемышлянский           | 925  | 79.599    |  | Перемышляны     | 4.206     |
| Радеховский              | 1040 | 64.561    |  | Радехов         | 4.384     |
| Скалатской               | 917  | 84.399    |  | Скалат          | 5.937     |
| Тернопольский            | 1266 | 129.721   |  | Тернополь       | 40.230    |
| Теребовлянский           | 697  | 72.304    |  | Теребовля       | 7.015     |
| Залещицкий               | 718  | 65.409    |  | Залещики        | 4.014     |
| Збаражский               | 740  | 65.390    |  | Збараж          | 8.419     |
| Зборовский               | 908  | 71.941    |  | Зборов          | 3.730     |
| Золочевский              | 1183 | 107.079   |  | Золочев         | 11.130    |